# Yūgumo-Klasse
Die Yūgumo-Klasse (japanisch 夕雲型駆逐艦 Yūgumo-gata kuchikukan) war eine Klasse von neunzehn Zerstörern der Kaiserlich Japanischen Marine, die im Zweiten Weltkrieg zum Einsatz kamen. Die japanische Marine bezeichnete die Schiffe auch als Typ-A-Zerstörer (jap. 甲型駆逐艦, Kō-gata kuchikukan).

## Geschichte

### Entwicklungsgeschichte
Die Yūgumo-Klasse ist im Wesentlichen eine Weiterentwicklung der Kagerō-Klasse mit einigen geringfügigen Verbesserungen. Damit stellte sie den Schlusspunkt der Entwicklung der Zerstörer des Spezialtyps da, welche 1928 mit der Fubuki-Klasse begonnen hatte.
Unterschiede zur Kagerō-Klasse waren ein etwas verlängerter Schiffskörper, was die Verdrängung um 45 Tonnen erhöhte, und eine Vorwärtsneigung der Brückenstruktur. Dies hatte den Zweck den Luftwiderstand und die Stabilität zu verbessern. Des Weiteren wurde die Klasse auf nur noch drei verschiedenen Werften gebaut, wodurch es zu einigen geringfügigen Unterschieden zwischen den Einheiten kam. Dies war in drei verschiedenen Varianten des Brückenaufbaus – frühe, mittlere und späte Produktion –, zwei Varianten des Hauptmasts und der Platzierung des Entmagnetisierungskabels in fünf verschiedenen Mustern ersichtlich, je nachdem wo das Schiff gebaut wurde.

### Bau
Ursprünglich wurden achtzehn Einheiten im Rahmen des 4. Kreis-Bauprogramms (Maru 4 Keikaku) von 1939 geordert. Davon wurden die ersten vier Einheiten in den Spezifikationen der Kagerō-Klasse fertiggestellt, eine weitere bildete die Basis für die Shimakaze und zwei wurden für die Finanzierung des Baus der Schlachtschiffe der Yamato-Klasse annulliert.
Weitere sechzehn Einheiten – auch als Hamanami-Unterklasse bezeichnet – wurden im Rahmen des Schnellbauprogramms (Maru Kyū Keikaku) von 1941, ursprünglich nach dem Bauplan der Shimakaze, geordert. Von diesen wurden aber acht Einheiten zu Gunsten der Akizuki-Klasse vor dem Bau annulliert. Des Weiteren wurden acht weitere Einheiten im Rahmen des modifizierten 5. Kreis-Bauprogramms (Kai-Maru 5 Keikaku) von 1942 geplant, diese wurden aber ebenfalls zu Gunsten der Akizuki-Klasse vor Baubeginn gestrichen.

## Liste der Schiffe
| Bau-Nr.                                 | Name | Bauwerft                                                            | Kiellegung                                                          | Stapellauf                                                          | Indienststellung                                                    | Verbleib                                                                                               |
| Maru 4 Keikaku                          | Maru 4 Keikaku | Maru 4 Keikaku                                                      | Maru 4 Keikaku                                                      | Maru 4 Keikaku                                                      | Maru 4 Keikaku                                                      | Maru 4 Keikaku                                                                                         |
| --------------------------------------- | --- | ------------------------------------------------------------------- | ------------------------------------------------------------------- | ------------------------------------------------------------------- | ------------------------------------------------------------------- | --- |
| 112                                     | Arashi (嵐) | als Einheiten der Kagerō-Klasse gebaut                              | als Einheiten der Kagerō-Klasse gebaut                              | als Einheiten der Kagerō-Klasse gebaut                              | als Einheiten der Kagerō-Klasse gebaut                              | als Einheiten der Kagerō-Klasse gebaut                                                                 |
| 113                                     | Hagikaze (萩風) | als Einheiten der Kagerō-Klasse gebaut                              | als Einheiten der Kagerō-Klasse gebaut                              | als Einheiten der Kagerō-Klasse gebaut                              | als Einheiten der Kagerō-Klasse gebaut                              | als Einheiten der Kagerō-Klasse gebaut                                                                 |
| 114                                     | Maikaze (舞風) | als Einheiten der Kagerō-Klasse gebaut                              | als Einheiten der Kagerō-Klasse gebaut                              | als Einheiten der Kagerō-Klasse gebaut                              | als Einheiten der Kagerō-Klasse gebaut                              | als Einheiten der Kagerō-Klasse gebaut                                                                 |
| 115                                     | Akigumo (秋雲) | als Einheiten der Kagerō-Klasse gebaut                              | als Einheiten der Kagerō-Klasse gebaut                              | als Einheiten der Kagerō-Klasse gebaut                              | als Einheiten der Kagerō-Klasse gebaut                              | als Einheiten der Kagerō-Klasse gebaut                                                                 |
| 116                                     | Yūgumo (夕雲) | Marinewerft Maizuru                                                 | 6. Juni 1940                                                        | 16. März 1941                                                       | 5. Dezember 1941                                                    | versenkt am 7. Oktober 1943 durch amerik. Zerstörer, während der Schlacht bei Vella Lavella            |
| 117                                     | Makigumo (巻雲) | Fujinagata Zōsen, Osaka                                             | 23. Dezember 1940                                                   | 5. November 1941                                                    | 14. März 1942                                                       | gesunken am 1. Februar 1943 nach Minentreffer, bei Savo Island (Salomon-Inseln)                        |
| 118                                     | Kazegumo (風雲) | Uraga Senkyo, Yokosuka                                              | 23. Dezember 1940                                                   | 26. September 1941                                                  | 18. März 1942                                                       | versenkt am 8. Juni 1944 durch amerik. U-Boot USS Hake, im Golf von Davao (Mindanao)                   |
| 119                                     | Naganami (長波) | Fujinagata Zōsen, Osaka                                             | 5. April 1941                                                       | 5. März 1942                                                        | 30. Juni 1942                                                       | versenkt am 11. November 1944 durch amerik. Flugzeuge in Bucht von Ormoc während der Schlacht um Leyte |
| 120                                     | Makinami (巻波) | Marinewerft Maizuru                                                 | 11. April 1941                                                      | 17. Dezember 1941                                                   | 18. August 1942                                                     | versenkt am 25. November 1943 durch amerik. Zerstörer, während der Schlacht bei Kap St. George         |
| 121                                     | Takanami (高波) | Uraga Senkyo, Yokosuka                                              | 29. Mai 1941                                                        | 16. März 1942                                                       | 31. August 1942                                                     | versenkt am 30. November 1942 durch amerik. Seestreitkräfte, während der Schlacht bei Tassafaronga     |
| 122                                     | Ōnami (大波) | Fujinagata Zōsen, Osaka                                             | 15. November 1941                                                   | 31. August 1942                                                     | 29. Dezember 1942                                                   | versenkt am 25. November 1943 durch amerik. Zerstörer, während der Schlacht bei Kap St. George         |
| 123                                     | Kiyonami (清波) | Uraga Senkyo, Yokosuka                                              | 15. Oktober 1941                                                    | 17. August 1942                                                     | 25. Januar 1943                                                     | versenkt am 20. Juli 1943 durch amerik. Flugzeug, bei Kolombangara                                     |
| 124                                     | Tamanami (玉波) | Fujinagata Zōsen, Osaka                                             | 16. März 1942                                                       | 20. Dezember 1942                                                   | 30. März 1943                                                       | versenkt am 7. Juli 1944 durch amerik. U-Boot USS Mingo, südwestlich von Manila                        |
| 125                                     | annulliert und Mittel für Bau der Shimakaze verwendet                                                                          | annulliert und Mittel für Bau der Shimakaze verwendet               | annulliert und Mittel für Bau der Shimakaze verwendet               | annulliert und Mittel für Bau der Shimakaze verwendet               | annulliert und Mittel für Bau der Shimakaze verwendet               | annulliert und Mittel für Bau der Shimakaze verwendet                                                  |
| 126                                     | Suzunami (涼波) | Uraga Senkyo, Yokosuka                                              | 27. März 1942                                                       | 12. März 1943                                                       | 27. Juli 1943                                                       | versenkt am 11. November 1943 durch amerik. Flugzeuge, vor Rabaul                                      |
| 127                                     | Fujinami (藤波) | Fujinagata Zōsen, Osaka                                             | 25. August 1942                                                     | 20. April 1943                                                      | 31. Juli 1943                                                       | versenkt am 27. Oktober 1944 durch amerik. Flugzeuge, südlich von Luzon                                |
| 128 129                                 | Aufträge annulliert und Mittel zum Bau der Yamato-Klasse verwendet.                                                            | Aufträge annulliert und Mittel zum Bau der Yamato-Klasse verwendet. | Aufträge annulliert und Mittel zum Bau der Yamato-Klasse verwendet. | Aufträge annulliert und Mittel zum Bau der Yamato-Klasse verwendet. | Aufträge annulliert und Mittel zum Bau der Yamato-Klasse verwendet. | Aufträge annulliert und Mittel zum Bau der Yamato-Klasse verwendet.                                    |
| Maru Kyū Keikaku (Hamanami-Unterklasse) | |                                                                     |                                                                     |                                                                     |                                                                     | |
| 340                                     | Hayanami (早波) | Marinewerft Maizuru                                                 | 15. Januar 1942                                                     | 19. Dezember 1942                                                   | 31. Juli 1943                                                       | gesunken am 7. Juni 1944                                                                               |
| 341                                     | Hamanami (濱波) | Marinewerft Maizuru                                                 | 28. April 1942                                                      | 18. April 1943                                                      | 15. Oktober 1943                                                    | versenkt am 11. November 1944 durch amerik. Flugzeuge in Bucht von Ormoc während der Schlacht um Leyte |
| 342                                     | Okinami (沖波) | Marinewerft Maizuru                                                 | 18. August 1942                                                     | 18. Juli 1943                                                       | 10. Dezember 1943                                                   | versenkt am 13. November 1944 durch amerik. Flugzeuge in der Bucht von Manila                          |
| 343                                     | Kishinami (岸波) | Uraga Senkyo, Yokosuka                                              | 29. August 1942                                                     | 19. August 1943                                                     | 3. Dezember 1943                                                    | versenkt am 4. Dezember 1944 durch amerik. U-Boot USS Flasher, bei Palawan                             |
| 344                                     | Asashimo (朝霜) | Fujinagata Zōsen, Osaka                                             | 21. Januar 1943                                                     | 18. Juli 1943                                                       | 27. November 1943                                                   | versenkt am 7. April 1945 durch amerik. Flugzeuge, während der Operation Ten-gō                        |
| 345                                     | Hayashimo (早霜) | Marinewerft Maizuru                                                 | 20. Januar 1943                                                     | 20. Oktober 1943                                                    | 20. Februar 1944                                                    | versenkt am 26. Oktober 1944 durch amerik. Flugzeuge, südöstlich von Manila                            |
| 346                                     | Akishimo (秋霜) | Fujinagata Zōsen, Osaka                                             | 3. März 1943                                                        | 15. Dezember 1943                                                   | 11. März 1944                                                       | versenkt am 13. November 1944 durch amerik. Flugzeuge in der Bucht von Manila                          |
| 347                                     | Kiyoshimo (清霜) | Uraga Senkyo, Yokosuka                                              | 16. März 1943                                                       | 29. Februar 1944                                                    | 16. Mai 1944                                                        | versenkt am 26. Dezember 1944 durch amerik. Schnellboot PT 223, südlich von Manila                     |
| 348 349 350 351 352 353 354 355         | Umigiri (海霧) Yamagiri (山霧) Tanigiri (谷霧) Kawagiri (川霧) Taekaze (妙風) Kiyokaze (清風) Satokaze (里風) Murakaze (村風)  | Aufträge annulliert                                                 | Aufträge annulliert                                                 | Aufträge annulliert                                                 | Aufträge annulliert                                                 | Aufträge annulliert                                                                                    |
| Kai-Maru 5 Keikaku                      | |                                                                     |                                                                     |                                                                     |                                                                     | |
| 5041 5042 5043 5044 5045 5046 5047 5048 | Yamasame (山雨) Akisame (秋雨) Natsusame (夏雨) Hayasame (早雨) Takashio (高潮) Akishio (秋潮) Harushio (春潮) Wakashio (若潮) | Aufträge annulliert                                                 | Aufträge annulliert                                                 | Aufträge annulliert                                                 | Aufträge annulliert                                                 | Aufträge annulliert                                                                                    |

## Technische Beschreibung

Zeichnerische Darstellung der Yūgumo-Klasse.

### Rumpf
Der Rumpf eines Zerstörers der Yūgumo-Klasse, unterteilt in wasserdichte Abteilungen, war 119,17 Meter lang, 10,8 Meter breit und hatte bei einer Einsatzverdrängung von 2.560 Tonnen einen Tiefgang von 3,76 Metern.

### Antrieb
Der Antrieb erfolgte durch drei ölbefeurte Dampferzeuger – Kampon Ro-Gō Kessel, jeder in einem einzelnen Kesselraum untergebracht – und zwei Getriebeturbinensätze. Diese Turbinensätze erzeugten eine Leistung von je 26.000 PS, womit eine Gesamtleistung von 52.000 PS (38.246 kW) erreicht wurde. Die erzeugte Leistung wurde an zwei Antriebswellen mit je einer Schraube abgegeben. Die Höchstgeschwindigkeit betrug 35 Knoten (65 km/h) und die maximale Fahrstrecke von 5.000 Seemeilen (9.260 km) bei 18 Knoten.

### Bewaffnung

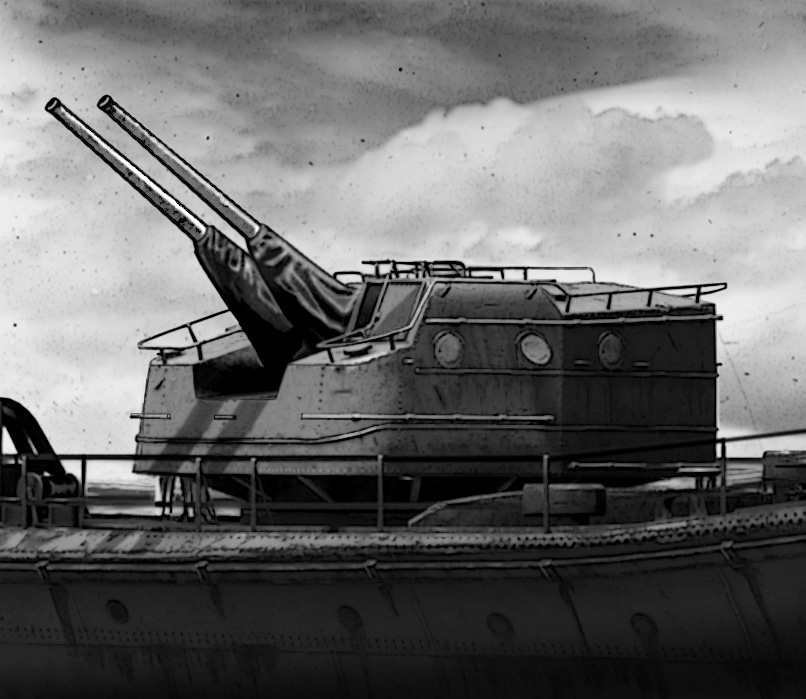
12,7-cm Typ 3 Modell D Geschützturm, wie er auf der Yūgumo-Klasse verwendet wurde.

#### Artillerie
Die Artilleriebewaffnung bestand aus sechs 12,7-cm-Geschützen mit Kaliberlänge 50 Typ 3. Dieses ab 1928 eingeführte Seezielgeschütz hatte eine Feuerrate von 5 bis 10 Schuss die Minute. Es konnte eine 23 Kilogramm schwere Granate bis zu 18,4 Kilometer weit schießen und war in drei 33 Tonnen schweren Zwillingstürmen des D-Modells untergebracht. Diese waren in Bootsmittellinie, einer vor dem Brückenaufbau und zwei hinter bzw. auf dem achteren Deckshaus aufgestellt. Der innere Turm (Turm B) war so angeordnet, dass er den äußeren überschießen konnte (sog. überhöhte Endaufstellung). Diese Flugabwehrfähigen Geschütztürme hatten eine Seitenrichtgeschwindigkeit von bis 6° pro Sekunde, eine Höhenrichtgeschwindigkeit von bis 27° pro Sekunde und einen Höhenrichtbereich von −8° bis +75°. Es waren die gleichen Geschütze wie bei der Hauptartillerie aller anderen Zerstörer des Spezialtyps, nur das Turmmodell unterschied sich.

#### Flugabwehr
Bei Indienststellung bestand die Flugabwehrbewaffnung aus vier 2,5-cm-Maschinenkanonen Typ 96 in Doppellafetten, welche auf einer Plattform am hinteren Schornstein beidseitig aufgestellt waren. Die 2,5-cm-Maschinenkanonen verschossen im Einsatz rund 110 bis 120 Schuss pro Minute, die effektive Reichweite lag bei etwa 3 Kilometern bei 85° Rohrerhöhung. Die 1,1 Tonnen schwere Doppelfafette war um 360° drehbar und hatte einen Höhenrichtbereich von −10° bis +85°. Diese Bestückung entsprach zwar dem Standard japanischer Zerstörer Anfang 1942, aber im internationalen Vergleich als eher schwach zu bewerten.
Leichte Flugabwehrbewaffnung von Zerstörern der Hauptmächte des Zweiten Weltkrieges, etwa Anfang 1942.
| Klasse     | Yūgumo     | Zerstörer 1936      | Soldati  | Mogador                   | Ognevoj                | Q und R                | Fletcher            |
| ---------- | ---------- | ------------------- | -------- | ------------------------- | ---------------------- | ---------------------- | ------------------- |
| Land       | Japan      | Deutsches Reich     | Italien  | Frankreich                | Sowjetunion            | Vereinigtes Königreich | Vereinigte Staaten  |
| Flugabwehr | 4 × 2,5 cm | 4 × 3,7 cm 6 × 2 cm | 4 × 2 cm | 2 × 3,7 cm 4 × 13,2 mm MG | 2 × 7,62 cm 6 × 3,7 cm | 4 × 4 cm 6 × 2 cm      | 4 × 2,8 cm 6 × 2 cm |

Bedingt durch die starken alliierten Luftstreitkräfte während des Pazifikkrieges kam es zu einer kontinuierlichen Verstärkung der 2,5-cm-Geschütze. Bei den zuerst fertiggestellten Einheiten wurde eine zusätzliche Doppellafette vor der Brücke auf einer Plattform aufgestellt. Bei späteren Einheiten wurde der Turm B an Land gegeben und durch zwei Drillingslafetten ersetzt. Mit den durch Drillingslafetten ersetzten Doppellafetten beiderseits des achteren Schornsteins befanden sich nun vierzehn 2,5-cm-Geschütze an Bord. Ab 1944 kamen weitere vierzehn Einzellafetten hinzu, was die Gesamtzahl auf achtundzwanzig Geschütze erhöhte.
Obwohl bei einigen Einheiten Turm B an Land gegeben wurde, erhielten die 1943/44 fertiggestellten Zerstörer immer noch sechs 12,7-cm-Geschütze. Der Grund lag vermutlich darin, dass diese Schiffe eine Plattform direkt hinter dem vorderen Schornstein mit zwei 2,5-cm-Drillingslafetten erhielten. Es wird berichtet, dass einige Einheiten den achteren Turm (Turm C) an Land gaben und diesen durch eine Doppellafette für 12,7-cm-Flugabwehrkanonen Typ 89 ersetzten.

#### Torpedos
Die Torpedobewaffnung bestand aus zwei, um 360° schwenkbaren, Vierfachtorpedorohrsätzen im Kaliber 61 cm, welche Torpedos des Typ 93 verschossen. Diese waren in Bootsmittellinie, ein Satz zwischen den beiden Schornsteinen und der Andere zwischen dem zweiten Schornstein und dem achteren Deckshaus aufgestellt. Die Mitnahme von acht Reservetorpedos war vorgesehen.

#### U-Jagdausrüstung
Zur U-Jagd waren zwei Doppelwerfer mit der Möglichkeit des Einsatzes von 36 Wasserbomben vorhanden.

#### Minensuchausrüstung
Zur Eigensicherung gegen Seeminen war Minenräumgeschirr vorhanden, bestehend aus zwei Räumottern (engl. Paravane), welche mittels Davits am Heck abgelassen wurden.

### Sensoren

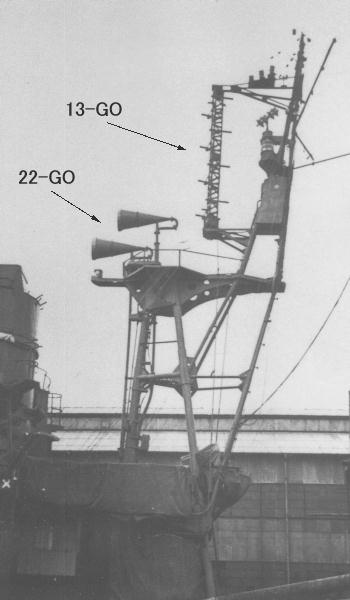
Radargeräte der Typen 22 und 13, hier im Hauptmast eines Zerstörers der Akizuki-Klasse

#### Radar
Japanische Zerstörer waren nicht von Beginn des Pazifikkrieges mit Funkmesstechnik ausgerüstet. Erst Ende des Jahres 1942 erhielten ausgewählte Einheiten das Radar des Typ 22. Dieses zur Seeraumüberwachung und Feuerleitung fähige System, welches normalerweise aus einem Doppelhorn – eines zum Senden und eines zum Empfangen – bestand, war im Hauptmast hinter der Brücke verbaut. Es arbeitete mit einer Wellenlänge von 10 cm und hatte eine Sendeleistung von 2 kW. Bedingt dadurch, dass frühe japanische Radargeräte unzuverlässig und ihr Bedienpersonal schlecht ausgebildet war, neigten Kommandanten dazu Hinweise durch diese nicht ernst zu nehmen und sich auf die klassischen Aufklärungsmethoden wie Ausgucke mit optischen Geräten zu verlassen. Dieses Vertrauen wurde immer problematischer, da die Amerikaner immer bessere Radarsysteme einführten und diese hauptsächlich zur Feuerleitung einsetzten.
Ab 1944 erhielten die überlebenden Zerstörer zur Luftraumüberwachung ein Gerät des Typ 13 eingerüstet, welches über eine lange Leiterantenne verfügte, die ebenfalls im Hauptmast und gegebenenfalls im achteren Mast montiert war. Dieses Radargerät konnte eine Gruppe von Flugzeug in bis zu 100 Kilometer und ein einzelnes Flugzeug in bis zu 50 Kilometer orten. Es arbeitete mit einer Wellenlänge von 100 cm und hatte eine Sendeleistung von 10 kW.

#### Sonar
Zur Suche nach U-Booten war ein Echoortungssystem des Typs 93 und einem Hydrophon-Set vom Typ 93 eingerüstet. Dieses Hydrophon-Set bestand aus zwei Gruppen zu je acht Sensoren, eine Gruppe auf jeder Schiffsseite.

## Besatzung
Die Besatzung hatte eine Stärke von 228 Offizieren, Unteroffizieren und Mannschaften, welche sich bis Kriegsende auf Grund der personalintensiven zusätzlich eingerüsteten Flugabwehrbewaffnung erhöhte.